# ブックポスト
ブックポスト（英：book drop）とは、無人の図書館資料返却受付設備である。返却ポスト（へんきゃく−）、図書ポスト（としょ−）などとも呼ばれ、図書館などに設置される。
独立した直方体の箱状のものが図書館入り口付近などに置かれているか、建物自体に資料返却用の投入口を設けてこれをブックポストとして使用する。
図書館に設置されているものの場合、早朝・夜間の閉館時および休館日に利用者から資料の返却を受けるために用いられる。そのため、通常は開館時間中には使用されない。なお、2006年7月29日夜間に横浜市中央図書館で火災が発生し図書の一部や器具が損傷する事件があったが、同図書館のブックポストに何者かが投げ入れた花火がその原因とされた。
図書館以外に設置されているものの場合は、図書館から離れた場所の利用者からの返却を受ける目的で設置されているため、図書館の開館状況とは関係なく利用できる。
いずれにしても、投函された資料が回収されるのはたいてい翌開館日以降となり、図書館側で返却受付処理が完了するのは開館時間中に図書館窓口へ直接返却する場合よりも遅くなる。なお、ほとんどの場合は、自館の資料のみもしくは本館および分館の資料のみをブックポストで返却することを認め、それ以外の資料（図書館間相互貸借により借り受けた他館資料など）は窓口へ直接返却するよう求めている。
また、多くの図書館でCD等の視聴覚資料や、和装本といった資料はブックポストでの返却は許可していない。これはブックポストの構造上、ポスト内の資料の上に後から投函された別の資料が落下するためにブックポスト内の下のほうにある資料が破損したり、落ちる角度によっては投函した資料自体が破損する恐れがあるのが理由である。ただし一部の図書館では、利用者が緩衝材を用い簡単な梱包をして資料を保護することを条件に、CD等のブックポストでの返却を認めているケースもある（例：茨城県立図書館）。図書と別に、視聴覚資料専用の投入口を設けている図書館もある。